# Sorico

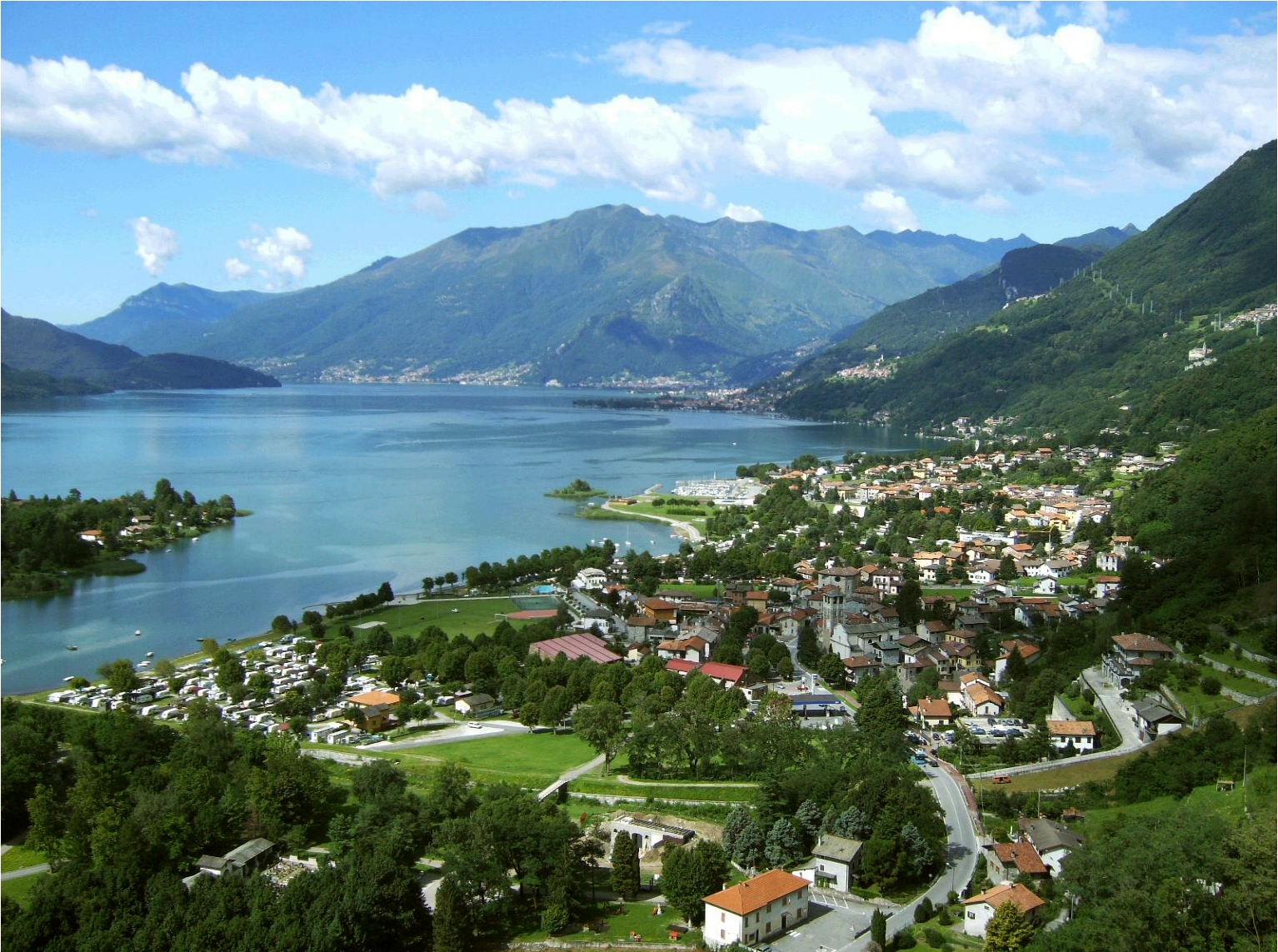
Sorico am Ufer des Comer Sees

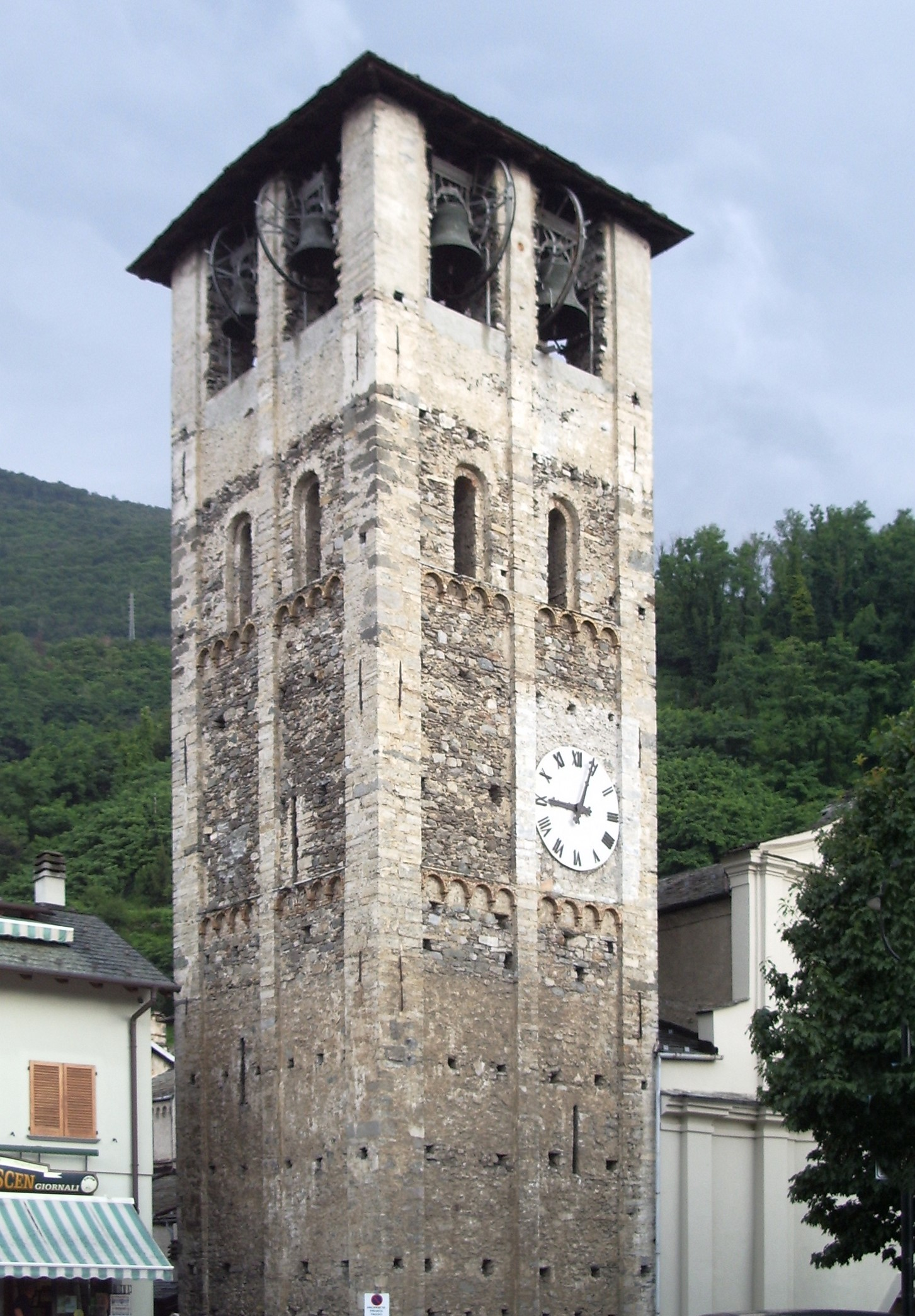
Pfarrkirche San Stefano

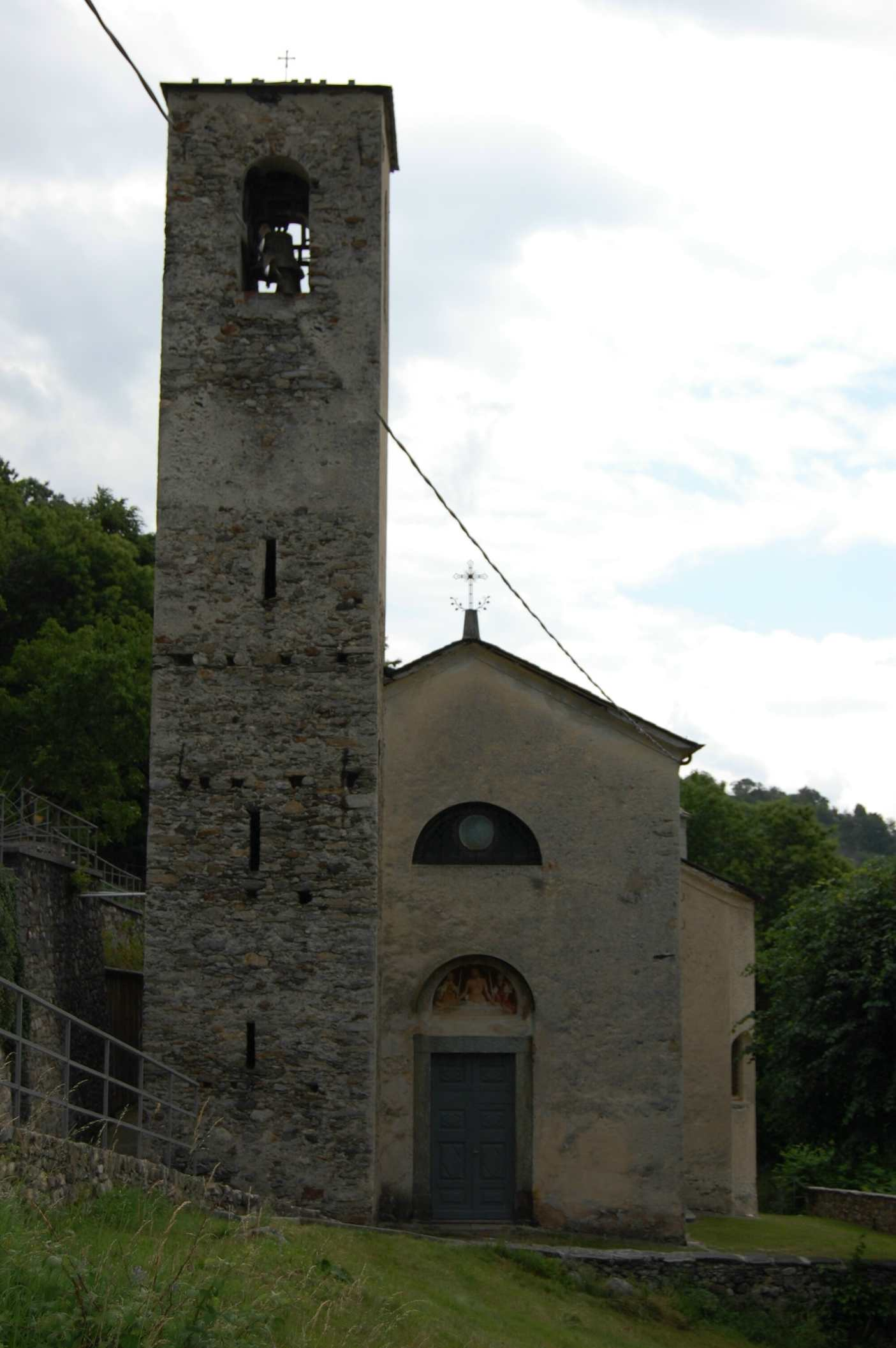
Kirche San Giovanni in der Fraktion Bugiallo

Sorico ist eine Gemeinde in der Provinz Como in der Lombardei in Italien.

## Geographie
Sorico umfasst drei Fraktionen: Albonico, Bugiallo, Dascio, liegt am Lago di Como und am Fluss Mera. Die Gemeinde hat 1225 Einwohner (Stand 31. Dezember 2023). 
Die Nachbargemeinden sind: Dubino (SO), Gera Lario, Montemezzo, Novate Mezzola (SO), Samolaco (SO) und Verceia (SO).

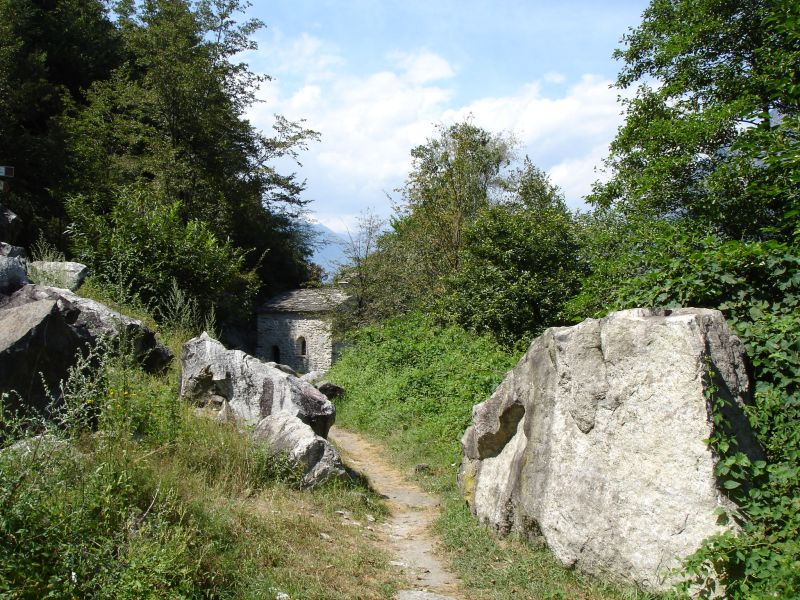
Oratorium San Fedelino

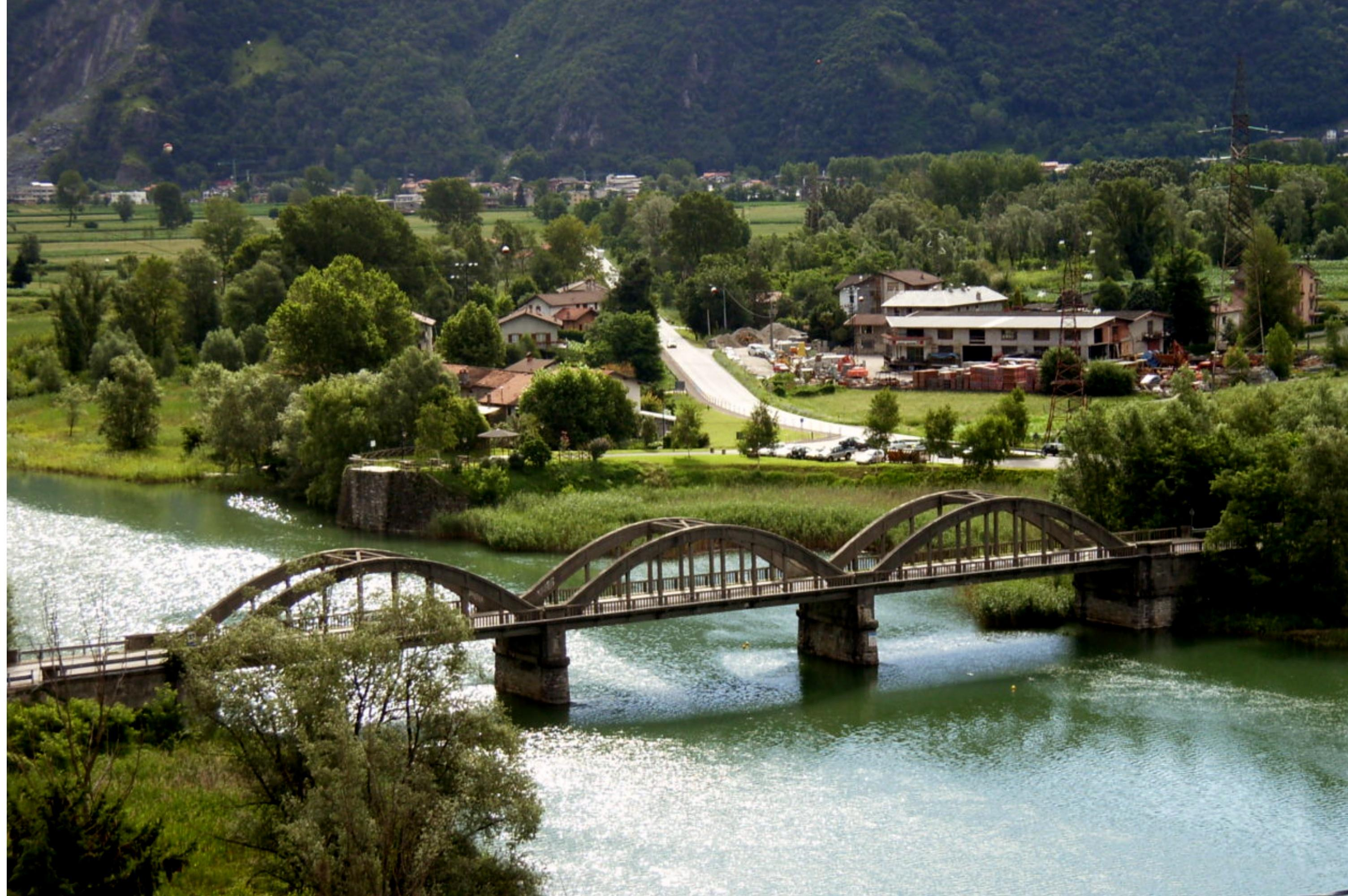
Ponte del Passo

## Bevölkerung
| Bevölkerungsentwicklung | Bevölkerungsentwicklung | Bevölkerungsentwicklung | Bevölkerungsentwicklung | Bevölkerungsentwicklung | Bevölkerungsentwicklung | Bevölkerungsentwicklung | Bevölkerungsentwicklung | Bevölkerungsentwicklung | Bevölkerungsentwicklung | Bevölkerungsentwicklung | Bevölkerungsentwicklung |
| ----------------------- | ----------------------- | ----------------------- | ----------------------- | ----------------------- | ----------------------- | ----------------------- | ----------------------- | ----------------------- | ----------------------- | ----------------------- | ----------------------- |
| Jahr                    | 1751                    | 1771                    | 1805                    | 1809                    | 1853                    | 1871                    | 1881                    | 1901                    | 1911                    | 1921                    | 2020                    |
| Einwohner               | 40                      | 623                     | 740                     | 291                     | 418                     | 524                     | 513                     | 552                     | 559                     | 612                     | 751                     |

## Sehenswürdigkeiten
- Pfarrkirche Santo Stefano (1700)[3] und sein Kampanile (15. Jahrhundert)[4]
- Tempietto di San Fedelino, romanisches Kirchlein aus dem 10. Jahrhundert mit Fresken
- Kirche San Giovanni Battista (1599) im Ortsteil Bugiallo[5]
- Kirche Santi Miro e Michele (1452/1456)[6]
- Kirche San Gaetano (1766/1767)[7]
- Kirche San Sebastiano in der Fraktion Albonico
- Kirche San Biagio im Ortsteil Dascio
- Ponte del Passo
- Burgruine San Giorgio
- La Torre Nuova
- Forte d’Adda.

## Persönlichkeiten
- Antonio di Lerino, Heiliger.
- San Miro, Heiliger, Einsiedler
- San Fedele di Como, Heiliger, Märtyrer
- Tolomeo Gallio (1527–1607), Kardinal und Graf von Sorico
- Giorgio Giulini, Graf und Mailänder Historiker[8]
- Pier Luigi Bellini delle Stelle, Rechtsanwalt, Kommandant einer italienischen Partisaneneinheit
- Alessandro Ciceri (1932–1990), Sportschütze